# Mostra permanente Filippo Marchetti
La Mostra permanente Filippo Marchetti è un museo storico-musicale situato a Bolognola in provincia di Macerata. È dedicato al compositore bolognolese Filippo Marchetti, la cui opera più nota fu Ruy Blas, tratta dal dramma di Victor Hugo e rappresentata per la prima volta nel 1869.

## Storia

### Sede
Palazzo Maurizi, è un palazzo gentilizio appartenuto all'omonima famiglia bolognolese ed oggi sede deo comune possiede una ricca decorazione a tempera del primo Ottocento.

## Collezione
La Mostra permanente Filippo Marchetti raccoglie materiali d'epoca legati al compositore in una collezione che comprende spartiti, musica, fotografie, libri, strumenti e oggetti personali appartenuti al musicista.